# 938 Chlosinde
Chlosinde (asteroide 938) é um asteroide da cintura principal com um diâmetro de 26,79 quilómetros, a 2,5414364 UA. Possui uma excentricidade de 0,1936981 e um período orbital de 2 043,92 dias (5,6 anos).
Chlosinde tem uma velocidade orbital média de 16,77652348 km/s e uma inclinação de 2,66901º.
Este asteroide foi descoberto em 9 de Setembro de 1920 por Karl Reinmuth.